# Камо грядеши (мини-сериал)
«Камо грядеши» — исторический телесериал режиссёра Франко Росси по мотивам одноимённого романа Генрика Сенкевича.

## Сюжет
Римская империя, последние годы правления императора Нерона. Римский военачальник Марк Виниций возвращается в Рим с войны и навещает своего дядю, сенатора и писателя Гая Петрония, входящего в ближайшее окружение Нерона.
В доме полководца Авла Плавтия он знакомится с молодой девушкой Лигией. Она, как и жена Авла Плавтия, Помпония Грецина, являются тайными христианками. Нерон пытается уличить Плавтия и Помпонию в связях с христианами.
Префект Рима Педаний убит в своём доме, Петронию поручают расследовать его убийство. Марк Виниций вместе с Лигией посещают тайное собрание христиан и слушают проповедь апостола Петра.
Тем временем приближённый Нерона префект претория Тигеллин «находит» убийцу Педания — это один из его рабов. По закону за убийство хозяина смерти должны быть преданы все его рабы. Апостол Павел, которого допрашивает Петроний, просит его ходатайствовать перед императором о помиловании рабов Педания. Петроний выступает перед Нероном в защиту рабов, но самовлюблённый «великий актёр» остаётся безучастен, и казни предают больше двухсот рабов.
В Риме начинается грандиозный пожар, народ Рима справедливо считает поджигателем Нерона. Поиск виновных заканчивается обвинением христиан в поджоге и прочих зверствах.
Марк Виниций и Лигия полюбили друг друга и хотят сочетаться браком по христианскому обряду, но Лигия схвачена вместе с другими христианами как поджигательница. Арестована и Помпония, она одна из немногих, кто видел Иисуса Христа.
Нерон, потерявший дочь Клавдию и переживший неудачное покушение, приказывает убить Руфия, маленького сына своей жены Поппеи Сабины от первого брака.
Упиваясь своей жестокостью, император подвергает христиан страшным мукам и казням — их расстреливают из луков во время спектакля, бросают диким зверям, сжигают на крестах.
Понимая, что следующей жертвой Нерона будет он, Петроний вместе со своей возлюбленной — Эвникой, вскрывают себе вены. Собираясь покинуть город, апостол Пётр получает знамение свыше, и возвращается, чтобы разделить судьбу своей паствы.
Лигию, спасённую от разъярённого быка силачом Урсом, освобождают. Вместе с Марком Виницием и уцелевшими христианами они покидают Рим.

## В ролях
- Клаус Мария Брандауэр — Нерон
- Фредерик Форрест — Гай Петроний
- Кристина Рейнс — Поппея Сабина
- Франческо Куинн — Марк Виниций
- Мари-Тереза Релин — Лигия
- Барбара Де Росси — Эвника
- Макс Фон Сюдов — апостол Пётр
- Марко Николич — Гай Софоний Тигеллин
- Габриэле Ферцетти — Гай Кальпурний Пизон
- Массимо Джиротти — Авл Плавтий
- Филипп Леруа — апостол Павел
- Анхела Молина — Клавдия Акте
- Радомир Ковачевич — Урс
- Роберт Спаффорд — Луций Анней Сенека
- Франсуаза Фабиан — Помпония Грецина
- Леопольдо Триесте — Хилон
- Ольга Карлатос — Эпикария
- Светозар Цветкович — Крисп, фанатичный христианин
- Жорж Вильсон — Педаний
- Мариза Солинас — Полибия
- Анни Белль — Мириам